# Bläckmagi
Bläckmagi (ty. Tintenblut) är en ungdomsbok, fantasyroman av Cornelia Funke som utkom 2006.
Fortsättning på Bläckhjärta (ty. Tintenherz) och uppföljs av en tredje bok - Bläckdöd (ty. Tintentot).

## Handling
Sotfinger, som i första delen blev "utläst" ur en bok, vill ta sig tillbaka in i boken. Nu möter han Orfeus som kan hjälpa honom. Men Orfeus läser bara in Sotfinger själv, inte hans vän Farid vilket också var överenskommet. Farid är inte glad över att ha bli lämnad kvar och uppsöker Meggie för att be henne om hjälp. 
Meggie lyckas att få in de båda i boken och de söker upp Sotfinger.
Samtidigt i den vanliga världen fångar Mortola och Basta Elinor, Mo, Resa och Darius. Orfeus, en annan läsare, läser in Mortola, Basta, Mo och Resa där Mortola skjuter Mo och lämnar honom, i tron om att han är död. Cosimo är död och hans far dör också ett år efter, Fenoglio och Meggie läser fram en falsk Cosimo, som tror att han är den riktiga Cosimo.